# Drize
Die Drize ist ein 8,9 Kilometer langer Nebenfluss der Aire, der im französischen Département Haute-Savoie in der Region Auvergne-Rhône-Alpes entspringt und im Schweizer Kanton Genf mündet.

## Verlauf
Die Drize entspringt auf französischem Staatsgebiet in der Gemeinde Collonges-sous-Salève am Fuße der Salève-Berge. Sie fließt nordwärts, berührt die Gemeinde Archamps (F), kehrt wieder nach Collonges zurück und bildet für ein kurzes Stück die Staatsgrenze, ehe sie beim Weiler Évordes in der Gemeinde Bardonnex (CH) ganz auf Schweizer Staatsgebiet übertritt. Sie durchfließt hier die Gemeinde Troinex und bildet danach teilweise die Grenze zwischen Carouge und Lancy. Die Drize mündet auf dem Gebiet von Carouge, im Großraum von Genf, eingedolt als rechter Nebenfluss in die Aire, die wenig später selbst in die Arve mündet.

## Geschichte
Erstmals erwähnt wurde der Fluss 1780, als bei Carouge ein Kanal für die Fabriken abgezweigt wurde. Um 1790 wurden die umliegenden Sümpfe von Troinex teilweise trockengelegt. Ab 1934 wurde der Bach dann immer mehr gebändigt.